# Barzyna (Rychliki)

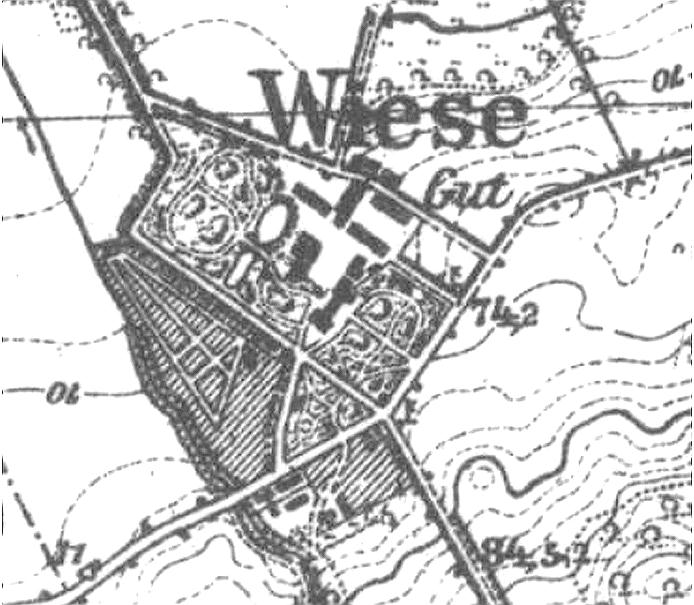
Lageplan um 1910

Barzyna (deutsch Wiese) ist eine polnische Ortschaft, die als Siedlung zur Gmina Rychliki (Reichenbach) in der Woiwodschaft Ermland-Masuren gehört.

## Geografie
Der Ortsteil Barzyna liegt etwa drei Kilometer westlich von der Zentralgemeinde Rychliki  entfernt, die über die Woiwodschaftsstraße 5276 Przezmark (Preußisch Mark) – Pasłęk (Preußisch Holland) zu erreichen ist. Prägende Landschaft ist das Feuchtgebiet von Dzierzgoń (Sorge) und Druzno (Drausensee) in der Elbinger Niederung. Während in unmittelbarer Nähe Landwirtschaftsflächen vorherrschen, erstreckt sich im Süden mit dem Elbinger Hospitalforst ein größeres Waldgebiet.

## Geschichte

### Besitzverhältnisse bis 1945
Seit seiner ersten urkundlichen Erwähnung 1310 trug der heute Barzyna genannte Ort zahlreiche andere Namen wie Wissen, Wisen, Weszen, Wylen, Wilen und Wiclen. Der deutsche Name Wiese war bis 1945 gültig. Der Ort entstand am Ende des 13. Jahrhunderts im Zuge der Besiedlung der ehemaligen prußischen Landschaft Pomesanien durch den Deutschen Orden. Die Jahreszahlen 1310 und 1374 stehen für die Belehnung eines Rittergutes in Wissen. Am 21. September 1374 belehnte der Komtur zu Christburg Konrad Zöllner von Rotenstein drei deutsche Brüder mit dem Rittergut. Nachdem noch Anfang des 16. Jahrhunderts mit Cristoph von Dieben ein Gutsherr erwähnt wurde, wurde das Gut 1558 anlässlich einer erneuten Belehnung als wüst bezeichnet.

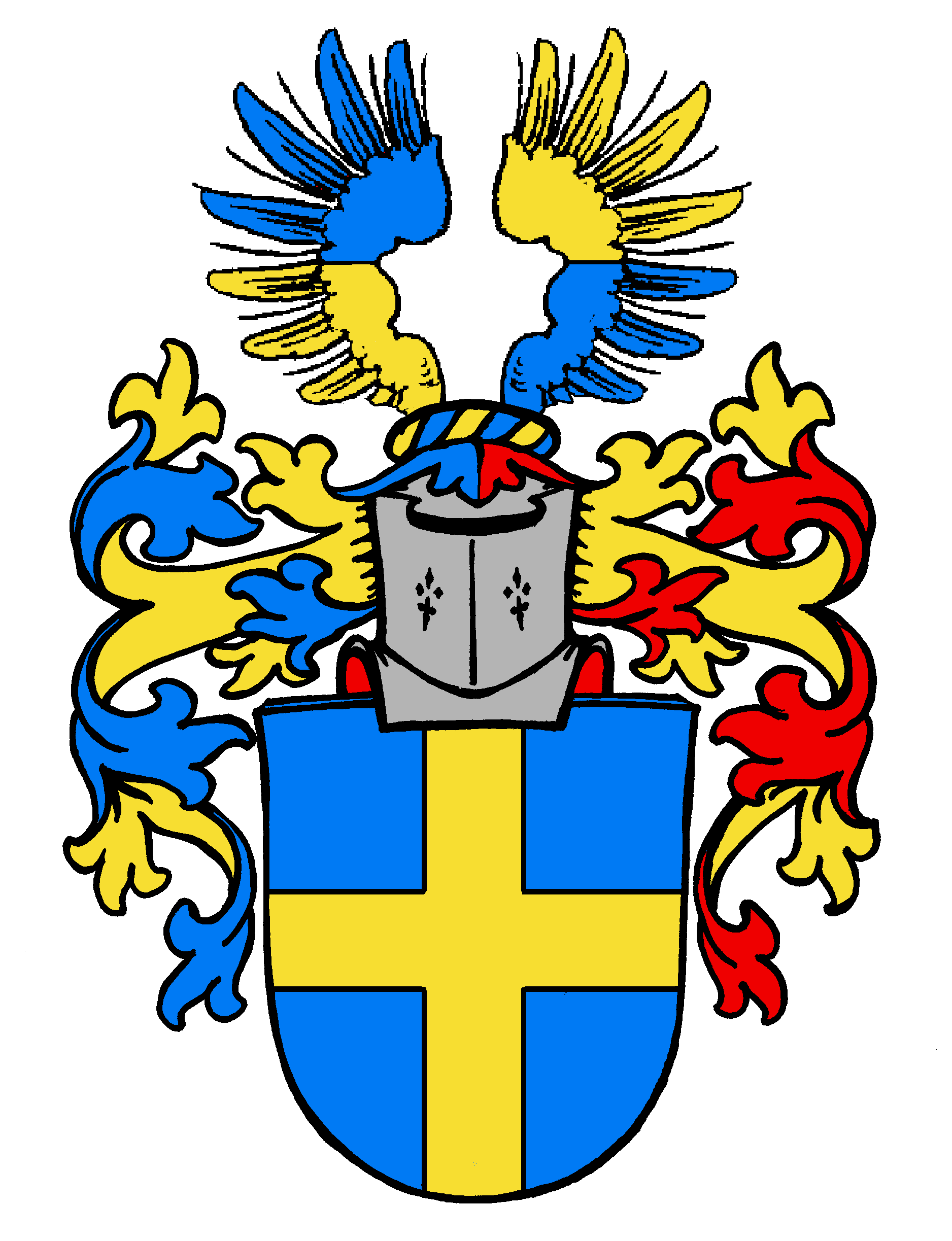
Wappen der Familie von Bodeck

1560 erschien mit Hans Bodecker (Johannes Bodeck) erstmals ein Vertreter der Adelsfamilie von Bodeck als Gutsherr auf Wiese. Einer der bekanntesten Familienmitglieder auf Wiese war Hans von Bodeck (* 1582; † 1658), der sich als Diplomat und Kanzler des Kurfürsten von Brandenburg-Preußen einen Namen gemacht hatte. Nachdem Heinrich von Bodeck (* 1750; † 1829) keinen männlichen Erben hinterlassen hatte, erlosch der Name Bodeck auf Gut Wiesen. Das Gut blieb jedoch noch über zwei Generationen durch die Tochter und die Enkelin in der Familie. Letztere verkaufte das Gut um 1860 an Otto Frankenstein (1820–1878), der es um 1873 seinem Sohn Paul Franckenstein (1843–1905) übertrug.
1890 begann mit der Familie von der Groeben eine neue Familiengeschichte auf Wiesen, als Carl von der Groeben das Rittergut erwarb. Seine Ehefrau Maria geb. von Carstanjen, Tochter einer vermögenden rheinländischen Kaufmannsfamilie, brachte einen Teil der berühmten Gemäldesammlung der Familie mit in die Ehe. Sein Sohn Gerd von der Groeben übernahm das Gut 1912 nach dem Tod des Vaters und führte es zu einem erfolgreichen Landwirtschaftsbetrieb. In den 1930er Jahren wurde das Gut Wiese, ältester ostpreußischer Stammzuchtbetrieb des Merinofleischschafes, mehrfach prämiert. Gerd von der Groeben kam kurz vor Ende des Zweiten Weltkriegs als Leutnant des Volkssturms bei der Offensive der Roten Armee am 24. Januar 1945 nordöstlich von Pasłęk ums Leben.

### Administration
Anfangs stand Wiese unter der Herrschaft des Deutschen Ordens und wurde von der Kommende Christburg beaufsichtigt. Nachdem der Deutsche Orden 1525 säkularisiert worden war, übte das Herzogtum Preußen die Zentralgewalt aus und unterstellte Wiese dem Oberländischen Kreis. Das 1701 gegründete Königreich Preußen teilte 1752 den Oberländischen Kreis, und Wiese wurde künftig von dem landrätlichen Kreis Mohrungen verwaltet. Nach einer Verwaltungsreform schuf Preußen 1818 den neuen Kreis Preußisch Holland, der künftig für Wiese mit seinen rund 100 Einwohnern zuständig war. Als 1874 in Preußen die Amtsbezirke eingerichtet wurden, kam Wiese als rechtlich selbständiger Gutsbezirk mit etwa 130 Einwohnern zum Amtsbezirk Klein Marwitz. 1928 wurden die Gutsbezirke Wiese und Nahmgeist zur neuen Landgemeinde Wiese vereinigt, die 1930 auch den Status eines Amtsbezirkes erhielt. 1933 wurden in Wiese 416 Einwohner gezählt, bis 1939 sank die Einwohnerzahl auf 362.
Nach dem Ende des Zweiten Weltkriegs kam Wiese 1945 unter polnische Verwaltung und wurde in Barzyna umbenannt. Ab 1946 wurde Barzyna als Ortsteil der Gemeinde Rychliki der Woiwodschaft Olsztyn zugeordnet. Von 1975 bis 1998 war die Woiwodschaft Elbląg zuständig, die danach in die Woiwodschaft Ermland-Masuren aufging. Die Einwohnerzahl von Barzyna liegt bei 100.

## Herrenhaus

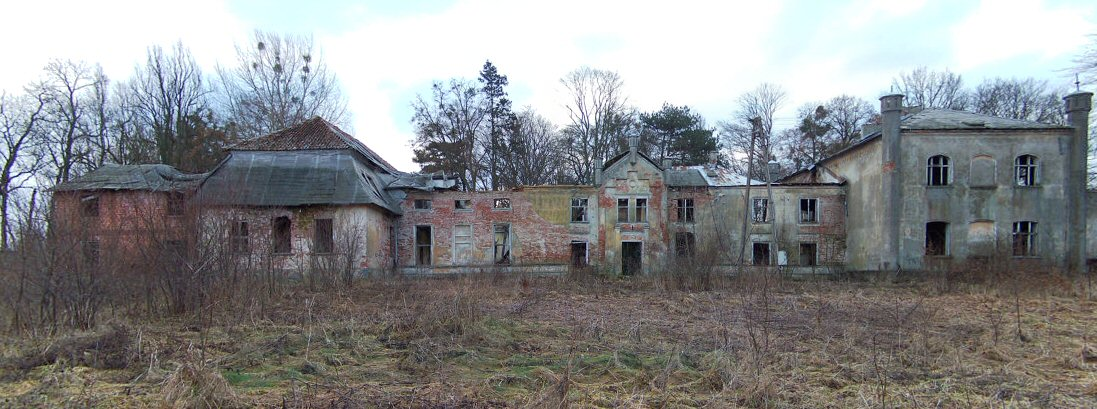
Ruine des Herrenhauses 2008

Das seit den 1980er Jahren dem Verfall preisgegebene ehemalige Gutshaus, das inmitten eines früheren Landschaftsparks liegt, galt als Beispiel einer Residenzarchitektur, bei der verschiedene Zeitabschnitte und Architekturstile miteinander verbunden waren. Sein Ursprung geht bis an das Ende des 17. Jahrhunderts zurück, als sich die Adelsfamilie von Bodeck ein Herrenhaus errichtete. Es entstand ein vermutlich eingeschossiges Gebäude mit hohem Dachgeschoss und mit einem Mittelrisaliten verziert. Nach etwa einhundert Jahren vergrößerten die von Bodecks das Haus durch das Anfügen von zwei Seitenflügeln. Gleichzeitig erhielt der Mitteltrakt einen Festsaal mit hohen Fenstern und einer Stuckdecke. Nachdem 1860 die Familie Frankenstein das Gut erworben hatte, erfolgten weitere Umbauten. Der Südwestflügel und der Fassadenrisalit wurden neugotisch umgestaltet, der Flügel wurde aufgestockt und an den vier Ecken mit Fialen geschmückt. Das gesamt Bauensemble wurde mit einem Schieferwalmdach versehen. Um die Wende zum 20. Jahrhundert errichtete der neue Besitzer Carl von der Groeben an der Südfront eine Orangerie mit einem repräsentativen Eingang aus drei rundbogigen Arkaden. Sein Sohn stattete in den 1930er Jahren die Innenräume im neobarocken Stil aus.
Nach 1945 wurde das Herrenhaus einem polnischen Staatsgut überlassen, das es für Mitarbeiterwohnungen und Büroräume nutzte. Da keine Unterhaltungsmaßnahmen durchgeführt wurden, verfiel das Gebäude nach und nach und wurde in den 1980er Jahren aufgegeben. Obwohl inzwischen nur noch eine Ruine, wird das ehemalige Herrenhaus noch im Denkmalverzeichnis der Woiwodschaft Ermland-Masuren geführt.